# LaserWriter Select
Le stampanti della famiglia LaserWriter erano delle stampanti laser prodotte da Apple. La famiglia LaserWriter Select come la serie Personal LaserWriter era progettata per i singoli utenti o i piccoli uffici. Venne prodotta tra il 1993 e il 1996 ed era quindi in competizione diretta con la serie Personal LaserWriter. Le stampanti della famiglia Select erano leggermente più veloci e con maggiore memoria delle stampanti Personal LaserWriter ma la differenza tra le due famiglie era molto ridotta. Questa sovrapposizione penalizzò la serie LaserWriter Select dato che chi cercava prodotti economici o si rivolgeva alla serie Personal LaserWriter o direttamente alla stampanti a getto di inchiostro, mentre chi cercava prodotti più performanti normalmente optava per la serie LaserWriter. La serie Select LaserWriter venne dismessa nel 1996.